# Fettsvulst
Fettsvulst, fettknöl eller lipom, en godartad tumör lokaliserad till fettväven. Om tumören är elakartad (malign) kallas den liposarkom. Lipom består av celler som utgår från fettceller. Benigna fettumörer med blodkärl med mera, kan istället vara exempelvis angiomyolipom eller angiolipom.

## Kännetecken
Trots att det är godartad tumör kan den ibland växa sig så stor så att det uppstår obehag. Lipomet kan kännas som en fritt förskjutbar knöl belägen just under huden. 

## Behandling
Att ta bort ett lipom är vanligtvis en lätt operation och innebär att man lägger ett litet snitt över knölen och sedan tömmer ut den ur sin lilla omgivande säck. Emellertid är operation för det mesta inte nödvändig, det kan bli aktuellt av kosmetiska skäl eller då den trycker på någon struktur som föranleder smärta. Dock kan lipomet återkomma även efter en sådan operation. 

## Prognos och komplikationer
Det är mycket ovanligt att ett lipom övergår till att bli elakartat (liposarkom). Dock skall knölen observeras och kontakt skall tas med sjukvård om den snabbt förstoras eller förändras. Det finns ett tillstånd där multipla (ett flertal) lipom uppstår som kan vara mycket besvärligt för den drabbade. Då gäller att de värsta och mest ömmande knölarna tas bort.